# Я — блюз. Історія Віллі Діксона
«Я — блюз. Історія Віллі Діксона» (англ. I Am the Blues: The Willie Dixon Story) — автобіографічна книга блюзового музиканта Віллі Діксона, написана спільно з Доном Сноуденом, вперше опублікована видавництвом Quartet Books у 1 липня 1989 року в Лондоні. Перевидана у США у 1989 році видавництвом Da Capo Press. У 1992 році книга була включена до Зали слави блюзу.

## Опис
Ця автобіографія була вперше опублікована у 1989 році у Великій Британії видавництвом Quartet Books в твердій палітурці і нараховує 260 сторінок. У ній розповідається про Віллі Діксона — блюзмена, автора пісень, музичного продюсера, аранжувальника, скаута з пошуку талантів, контрабасиста, студійного музиканта. Він був однією з ключових фігур у створенні звучання чиказького блюзу, який став відомим не лише завдяки таким співакам як Мадді Вотерс і Хаулін Вульф, а й піонерами рок-н-ролу серед яких Чак Беррі і Бо Діддлі. Діксон став всесвітньо відомим після того, як рок-музиканти та аудиторія 1960-х років вперше познайомились з його класичними піснями: «Hoochie Coochie Man», «Spoonful», «Back Door Man», «I'm Ready» та іншими.
В цій книзі описується расова сегрегація у Віксбурзі, Міссісіпі, де Діксон зростав, ув'язнення в трудовій-фермі звідки він втік і перебрався на північ, коли був підлітком, відмова 1942 року у службі в армії через відсутність рівних прав темношкірих у роки Другої світової війни, також розповідається про відомих виконавців, з якими він працював в найуспішніші часи на студії Chess, бізнесменів, які відмовляли йому та більшості іншим блюзовим артистам у фінансовій винагороді за них, — все це призвело до його теперішнього легендарного статусу як живого втілення духу блюзу. В книзі надається цінне розуміння внутрішньої роботи однієї з найважливіших, найвпливовіших сфер американської музики.
Дон Сноуден, постійний дописувач упродовж 15 років для «Los Angeles Times», доповнив спостереженнями Діксона про природу блюзу, матеріалами інтерв'ю інших виконавців та тих, хто працювали на Chess, обширною дискографією записів Діксона та вичерпним переліком найбільш головних артистів, які записували його пісні.

## Літературна критика
Книга була в цілому добре прийнята критиками. Ось лише деякі відгуки:
- «Серед усіх блюзових музикантів останньої чверті століття, лише декілька є настільки важливими і впливовими, як Віллі Діксон… його життя і музика є живими символами блюзу і його історії, від сільського півдня початку століття до його розквіту в Чикаго, його запозиченням трьома поколіннями світлошкірих музикантів, і його закріплення як американської власної музики.» — Брюс Ідер, Goldmine.

## Відзнаки
У 1992 році книга була включена до Зали слави блюзу в категорії «Класична блюзова література».